# Здравко Кисьов
Здравко Кисьов е български поет и преводач.

## Биография
Роден е на 1 януари 1937 г. в гр. Завет, Разградска област, но почти целият му живот е свързан с град Русе. Завършва Техникум по механотехника – Русе. Бил е организационен секретар на Туристическо дружество „Приста“ – Русе към Българския туристически съюз (1958 – 1959 г.), редактор на многотиражка в Параходство Българско речно плаване – Русе (1964 – 1971 г.), редактор във вестник „Дунавска правда“ – Русе (1971 – 1982 г.), главен редактор на литературния алманах „Светлоструй" (1982 – 1991 г.) и др.
Водеща фигура сред групата на „сърдитите млади поети“ в Русе от началото на 60-те години на ХХ век и автор на програмния текст към изданието „Поетическо вероизповедание“ на сърдитите поети (декември 1962 г.). Той е един от учредителите на Клуба на дейците на културата в Русе, на който дълги години е бил зам.-председател, основател и първият председател на Дружеството на писателите в Русе от неговото създаване през 1976 до 1991 г., един от основателите на Регионалния телевизионен център към БНТ в Русе, където е работил като отговорен редактор (1973 г.). От 1970 г. той е член на Съюза на българските писатели, а от 1974 – на Съюза на преводачите в България. Също така той е членувал и в Съюза на българските журналисти, както и в Българския ПЕН център. Член на редакционния съвет на международното многоезично списание за Югоизточна европейска духовност и култура „Carmina Balcanica“, от неговото създаване в Румъния през 2008 г. до 2015 г.
Автор е на двадесет (предимно поетически) книги и на повече от двадесет преводни. Известен преводач, главно на поети от Полша и прибалтийските страни. Негови стихове са превеждани на английски, френски, немски, испански, гръцки, руски, полски, украински, беларуски, литовски, латвийски, естонски, унгарски, словашки, румънски, сръбски, македонски, албански, турски, арабски, чувашки...
Книги на Здравко Кисьов се намират в най-големите библиотеки на света, като например: Британската библиотека в Лондон, Конгресната библиотека във Вашингтон, университетските библиотеки в Оксфорд, Харвард и много други.
Участвал е в редица международни литературни форуми. Удостояван е с високи български и чуждестранни отличия и награди.
Почива в Русе на 23 януари 2015 г.

## По-важни награди и звания
- Юбилеен медал „1300 години България“ (1981)
- Орден „Кирил и Методий“ I степен (1982)
- Награда „Русе“ за изкуство и култура (1987)
- Заслужил деятел на Българската култура (1987)
- Златна значка на Съюза на преводачите в България (1987)
- Почетно отличие „Заслужил за полската култура“ на Министерството на културата на Полша (2002)
- Почетен гражданин на Русе (2007)[2]
- Кавалер на Ордена „Кръст на земята на Марияна“ на президента на Естония – за особени заслуги към Р. Естония (2009)[3]
- Международна литературна награда „Тудор Аргези“ – Румъния (2011)[4]
- Награда „За принос към българската литература“ на СБП, по повод 100-годишнината на Съюза на българските писатели – 1 ноември 2014 г.

### Авторски книги
- Откровение. Стихове. Варна, изд. „Георги Бакалов“, 1962
- Монолози. Стихове. Варна, изд. „Георги Бакалов“, 1966
- Покана за песен. Стихотворения. София, изд. „Народна младеж“, 1972
- Баладичен час. Стихотворения и поеми. София, изд. „Профиздат“, 1974
- Вътрешен пейзаж. Стихотворения. София, изд. „Български писател“, 1976
- И все сънувам хълм. Лирика. Варна, изд. „Георги Бакалов“, 1976
- Между солена и сладка вода. Пътепис за Латвия. София, изд. „Народна младеж“, 1977
- Необходима болка. Стихове. Пловдив, изд. „Христо Г. Данов“, 1978
- Безкрили ангели. Лирика. София, изд. „Български писател“, 1981
- Местожителство. Стихове. Пловдив, изд. „Христо Г. Данов“, 1982
- Зрение. Стихове. София, изд. „Български писател“, 1984
- Отличителен белег. Избрани стихове. София, изд. „Народна младеж“, 1985
- Дихание. Избрани стихотворения. София, изд. „Български писател“, 1987
- Тайнопис. Любовна лирика. Варна, изд. „Георги Бакалов“, 1987
- Показания. Стихове. Пловдив, изд. „Христо Г. Данов“, 1990
- Ежедневни разпятия. Поезия. София, изд. „Христо Ботев“, 1995
- Канон. Избрани стихотворения. Русе, изд. „Авангард принт“, 2002
- Небесен глас. Стихотворения. Русе, изд. „Авангард принт“, 2002
- Обратно време. Избрани стихотворения. София, изд. „Български писател“, 2007
- Рефлексии. Русе, изд. „Авангард принт“, 2015. Посмъртно издание
- Отвъдно време. Последни стихотворения. София, изд. „Ерго“, 2017. Посмъртно издание. Съставителство, предговор, картини и оформление Роман Кисьов.
- Светлопис. Избрани стихотворения. София, изд. „Ерго“, 2023. Посмъртно издание. Съставителство, послеслов, корица и оформление Роман Кисьов. Рецензенти: Калин Донков и доц. д-р Иван Христов. С предговор от Калин Донков. Изданието е реализирано с финансовата подкрепа на Министерството на културата
- РУСЕ - северна приказка с илюстрации в стил барок. Стихотворения и есета. Русе, изд. „Авангард принт“, 2024. Посмъртно издание. Съставител и художник Роман Кисьов. В изданието са използвани 24 графични рисунки на Роман Кисьов от цикъла „Русе - моят град“ (1986 г.).

### На други езици
- ((lv)) Laiks milet. No bulgaru valodas atdzejojusi Ojars Vacietis un Imants Ziedonis, Riga, Liesma, 1978
- ((lv)) Starp salo udeni un saldudeni. No bulgaru valodas tulkojis Vinifreds Kraucis. Riga, Liesma, 1980
- ((pl)) Czystopis. Przelozyl Wojciech Galazka. Krakow, Miniatura, 2007
- ((uk)) Светлопис / Свiтлопис. Избрана поезия / Вибранi поезiї. Двуезична - на български и украински. Подбор и превод от български / Упорядкування i переклад з болгарської мови Любов Цай. Киев / Київ, Янтар, 2023

### Преводи
- Антология на словашката поезия. Под редакцията на Д. Пантелеев, В. Раковски и Н. Марангозов. София, изд. „Народна култура“, 1966. (Преводи на Здр. Кисьов: Иван Моик и Йозеф Михалкович)
- Карл Сандбърг, Чисти ръце. Стихотворения. Сборник. Състав. Цветан Стоянов. Прев. от англ. с Кръстан Дянков. София, изд. „Народна култура“, 1967
- Съвременни полски поети. Антология. Състав. и ред. Дора Габе и др. София, изд. „Народна култура“, 1967. (Преводи на Здр. Кисьов: Ст. Р. Доброволски, Ст. Йежи Лец, Т. Ружевич, Б. Дроздовски, М. Гжешчак, Е. Брил, Зб. Йежина)
- Юстинас Марцинкявичюс, Избрани стихотворения. Подбор и превод от литовски с предг. София, изд. „Народна култура“, 1968
- Матс Траат, Избрани стихотворения. Подбор и превод от руски с предг. София, изд. „Народна култура“, 1972
- Матс Траат, Танц край парния котел. Роман. Прев. от руски. Пловдив, изд. „Христо Г. Данов“, 1976
- Катри Вала, Северно слънце. Избрани стихотворения. Превод от фински. София, изд. „Народна култура“, 1977
- Марин Сореску, Познаваме се. Избрани стихотворения. Превод от румънски с Асен Стоянов. София, изд. „Народна култура“, 1980
- Полски поети. Химн на ръката. Антология. Състав. и ред. Божко Божков и Здравко Кисьов. С предг. от Здр. Кисьов. София, изд. „Народна младеж“, 1980. (Преводи на Здр. Кисьов: Е. Брил, Х. Пошвятовска, Н. Хаджиниколау, В. Фабер, Зб. Йежина, Ч. Курята, Е. Крук, Яр. Маркевич, Ю. Баран)
- Ояр Вациетис, Леден витраж. Избрани стихотворения. Подбор Здравко Кисьов и Георги Белев. Превод от руски и латвийски с Константин Павлов и Румен Леонидов. София, изд. „Народна култура“, 1987
- Алес Разанов, Страшният съд. Версети. Превод от беларуски. София, Издателска къща „Сребърен лъв“, 1996
- Халина Пошвятовска. Още един спомен. Поезия и проза. Предговор, подбор и превод от полски (на поезията). София, Изд. „Карина М“, 1997
- Съвременни латвийски поети. Сърце на тротоара. Антология. Подбор, превод и предговор. Добрич, изд. „Сагитариус“, 1998
- 101 Съвременни европейски поети. Превъплъщения. Антология. Съставителство, превод и предговор. В. Търново, изд. „ПАН-ВТ“, 1998
- Антология на беларуската поезия. Съставител Румяна Евтимова. София, изд. „Панорама“, 2000 (Преводи на Здр. Кисьов: Алес Разанов)
- Имант Зиедонис, Епифании. Превод от латвийски и предговор. В. Търново, изд. „ПАН-ВТ“, 2000
- Владимир Бурич, Стокрилият ангел Стихотворения. Подбор, превод от руски и предговор. Русе, изд. „Авангард принт“, 2000
- Вячеслав Куприянов, Оазисът на времето. Стихотворения. Подбор, превод от руски и предговор. Русе, изд. „Авангард принт“, 2000
- Анджей Важеха, Залезът на века. Стихотворения. Подбор и превод от полски. Русе, изд. „Авангард принт“, 2000
- Витаутас Каралюс, Двуостро настояще. Стихотворения. Подбор и превод от литовски. Русе, изд. „Авангард принт“, 2000
- Тадеуш Шливяк, Знаци на въображението. Стихотворения. Подбор, превод от полски и предговор. В. Търново, изд. „ПАН-ВТ“, 2001
- Тадеуш Ружевич, Битка за дъх. Избрани стихотворения. Подбор, превод от полски и предговор. София, Изд. „Карина М“, 2003
- Аарне Пуу, Откъм тази страна. Стихотворения. Подбор, превод от естонски и полски, с предговор. Русе, изд. „Авангард принт“, 2005
- Яан Каплински, Между сън и пробуждане. Избрани стихотворения. Подбор, превод от естонски и предговор. Русе, изд. „Авангард принт“, 2006
- Матс Траат, Просто живот. Избрани стихотворения. Подбор, превод от естонски и предговор. Русе, изд. „Авангард принт“, 2007
- Индрек Месикеп, / fs /. 2004. Поезия. Превод от естонски и предговор. Русе, изд. „Авангард принт“, 2008
- Никос Хаджиниколау, Без маска. Избрани стихотворения. Превод от полски и предговор. София, изд. „Балкани“, 2010
- Арво Валтон, Скритият смисъл. Избрани стихотворения. Подбор, превод от естонски и предговор. Русе, изд. „Авангард принт“, 2012
- Вардан Хакобян, Диханието на камъка. Избрани стихотворения. Подбор и превод от руски с Роман Кисьов. Русе, изд. „Авангард принт“, 2013
- Збигнев Херберт, Седмият ангел. Поезия в проза. Подбор и превод от полски. София, издателство за поезия „ДА“, 2019
- Ояр Вациетис, Ръцете на Венера. Избрани стихотворения. Подбор, превод от латвийски и послеслов. София, изд. „Ерго“, 2019